# Illa Shannon
l'Illa Shannon (en danès: Shannon Ø) és una gran illa deshabitada de l'est de Groenlàndia. Forma part del Parc Nacional del Nord-est de Groenlàndia. Té una superfície de 1.259 km², cosa que la converteix en la novena illa més gran de Groenlàndia. El seu cim més alt s'eleva fins al 351 msnm. El nom li va ser donat per Douglas Charles Clavering durant l'expedició de 1823 en record a la fragata de la Royal Navy HMS Shannon, una fragata de 38 canons en la que havia servit anteriorment com a guàrdiamarina al comandament de Sir Philip Broke.